# 1351 Узбекистанія
1351 Узбекиста́нія (1351 Uzbekistania) — астероїд головного поясу, відкритий 5 жовтня 1934 року.
Тіссеранів параметр щодо Юпітера — 3,169.